# 4635 Rimbaud
4635 Rimbaud è un asteroide della fascia principale. Scoperto nel 1988, presenta un'orbita caratterizzata da un semiasse maggiore pari a 2,4712269 UA e da un'eccentricità di 0,1476211, inclinata di 5,33269° rispetto all'eclittica.